# Списак песника лауреата Уједињеног Краљевства
Британски песник лауреат је почасна позиција на коју истакнуте песнике именује монарх Уједињеног Краљевства, тренутно на основу предлога премијера.
Позиција не подразумева никакве посебне обавезе, али постоји очекивање да ће носилац писати стихове за значајне националне прилике. Тренутни носилац позиције је Сајмон Армитиџ који је наследио Керол Ен Дафи у мају 2019.
Порекло позиције лауреата датира из 1616. године када је Бен Џонсон добио пензију, али је први званични носилац те функције био Џон Драјден, кога је 1668. именовао Чарлс II Стјуарт.
Након смрти Алфреда, Лорда Тенисона, који је обављао ту функцију између новембра 1850. и октобра 1892. године, уследила је пауза од четири године без именовања новог лауреата, у знак поштовања према преминулом песнику. Тенисонове лауреатске песме „Ода о смрти војводе од Велингтона“ и The Charge of the Light Brigade посебно је ценила викторијанска јавност. Три песника, Томас Греј, Семјуел Роџерс и Волтер Скот, одбили су титулу лауреата.
Након Шадвеловог избора, лауреата је именовао Лорд Чемберлен, по инструкцијама монарха. Од именовања Хенрија Џејмса Паја 1790. године, премијер је препоручивао кандидата за именовање.
Једно време, традиција је била да песник лауреат добије буре или већу количину боца шерија. Када је Тед Хјуз именован, он је обновио традицију и добио 720 боца шерија; од 2015. године ова пракса се наставља.
Одељење за културу, медије и спорт (DCMS) је обезбедило годишњи хонорар за песника лауреата од приближно £6,000.

## Списак
| Песник лауреат       | Портрет | Живот       | Период на позицији                       | Изабран од стране                          | Период на позицији | Реф.          |
| -------------------- | ------- | ----------- | ---------------------------------------- | ------------------------------------------ | ------------------ | ------------- |
| Џон Драјден          |         | 1631–1700   | 13. април 1668 – јануар 1688             | Чарлс II Стјуарт                           | 20 година          | [ 13 ]        |
| Tомас Шадвел         |         | ~ 1640–1692 | 9. март 1689 – 19. или 20. новембар 1692 | Вилијам III Орански III и Мери II Енглеска | 3                  | [ 14 ]        |
| Нахум Тејт           |         | 1652–1715   | 23. децембар 1692 – 30. јул 1715         | Вилијам III Орански III и Мери II Енглеска | 23                 | [ 15 ]        |
| Николас Роу          |         | 1674–1718   | 1. август 1715 – 6. децембар 1718.       | Џорџ I                                     | 3                  | [ 16 ] [ 17 ] |
| Лоренс Ејсден        |         | 1688–1730   | 10. децембар 1718 – 27. септембар 1730   | George I                                   | 12                 | [ 16 ] [ 18 ] |
| Коли Сибер           |         | 1671–1757   | 3. децембар 1730 – 12. децембар 1757     | Џорџ II                                    | 27                 | [ 16 ] [ 19 ] |
| Вилијам Вајтхед      |         | 1715–1785   | 19. децембар 1757 – 14. април 1785       | Џорџ II                                    | 27                 | [ 16 ] [ 20 ] |
| Томас Вортон         |         | 1728–1790   | 20. април 1785 – 21. мај 1790            | Џорџ III                                   | 5                  | [ 21 ] [ 22 ] |
| Хенри Џејмс Пај      |         | 1745–1813   | 28. јул 1790 – 11. август 1813           | Џорџ III                                   | 23                 | [ 23 ]        |
| Роберт Саути         |         | 1774–1843   | 12. август 1813 – 21. март 1843          | Џорџ III                                   | 30                 | [ 16 ] [ 25 ] |
| Вилијам Вордсворт    |         | 1770–1850   | 6. април 1843 – 23. април 1850           | Викторија Хановерска                       | 7                  | [ 26 ] [ 27 ] |
| Алфред, Лорд Тенисон |         | 1809–1892   | 19. новембар 1850 – 6 октобар 1892       | Викторија Хановерска                       | 42                 | [ 26 ] [ 28 ] |
| Алфред Остин         |         | 1835–1913   | 1. јануар 1896 – 2. јун 1913             | Викторија Хановерска                       | 17                 | [ 28 ] [ 29 ] |
| Роберт Бриџиз        |         | 1844–1930   | 25. јул 1913 – 21. април 1930            | Џорџ V                                     | 17                 | [ 30 ] [ 31 ] |
| Џон Мејсфилд         |         | 1878–1967   | 9. мај 1930 – 12. мај 1967               | Џорџ V                                     | 37                 | [ 32 ] [ 33 ] |
| Сесил Деј Луис       |         | 1904–1972   | 2. јануар 1968 – 22. мај 1972            | Елизабета II                               | 4                  | [ 34 ] [ 35 ] |
| Џон Бетјеман         |         | 1906–1984   | 20 октобар 1972 – 19. мај 1984           | Елизабета II                               | 12                 | [ 36 ] [ 37 ] |
| Тед Хјуз             |         | 1930–1998   | 28. децембар 1984 – 28 октобар 1998      | Елизабета II                               | 14                 | [ 38 ] [ 39 ] |
| Ендру Мотион         |         | 1952–       | 19. мај 1999 – 1. мај 2009               | Елизабета II                               | 10                 | [ 40 ] [ 41 ] |
| Керол Ен Дафи        |         | 1955–       | 1. мај 2009 – 10. мај 2019               | Елизабета II                               | 10                 | [ 40 ]        |
| Сајмон Армитиџ       |         | 1963–       | 10. мај 2019 – тренутно                  | Елизабета II                               | 6                  | [ 42 ]        |